# Cmentarz wojenny nr 14 – Cieklin
Cmentarz wojenny nr 14 – Cieklin – cmentarz z I wojny światowej, zaprojektowany przez Johanna Jägera, położony na terenie wsi Cieklin w gminie Dębowiec w powiecie jasielskim w województwie podkarpackim. Jeden z ponad 400 zachodniogalicyjskich cmentarzy wojennych zbudowanych przez Oddział Grobów Wojennych C. i K. Komendantury Wojskowej w Krakowie. Należy do II Okręgu Cmentarnego Jasło.

## Opis
Cmentarz, położony na wschodnich stokach Cieklinki, został zaprojektowany przez Johanna Jägera w formie kalwarii zlokalizowanej bezpośrednio na polu bitwy. Na odcinku około 650 m znajduje się siedem zespołów grobów (kwater) połączonych drogą.

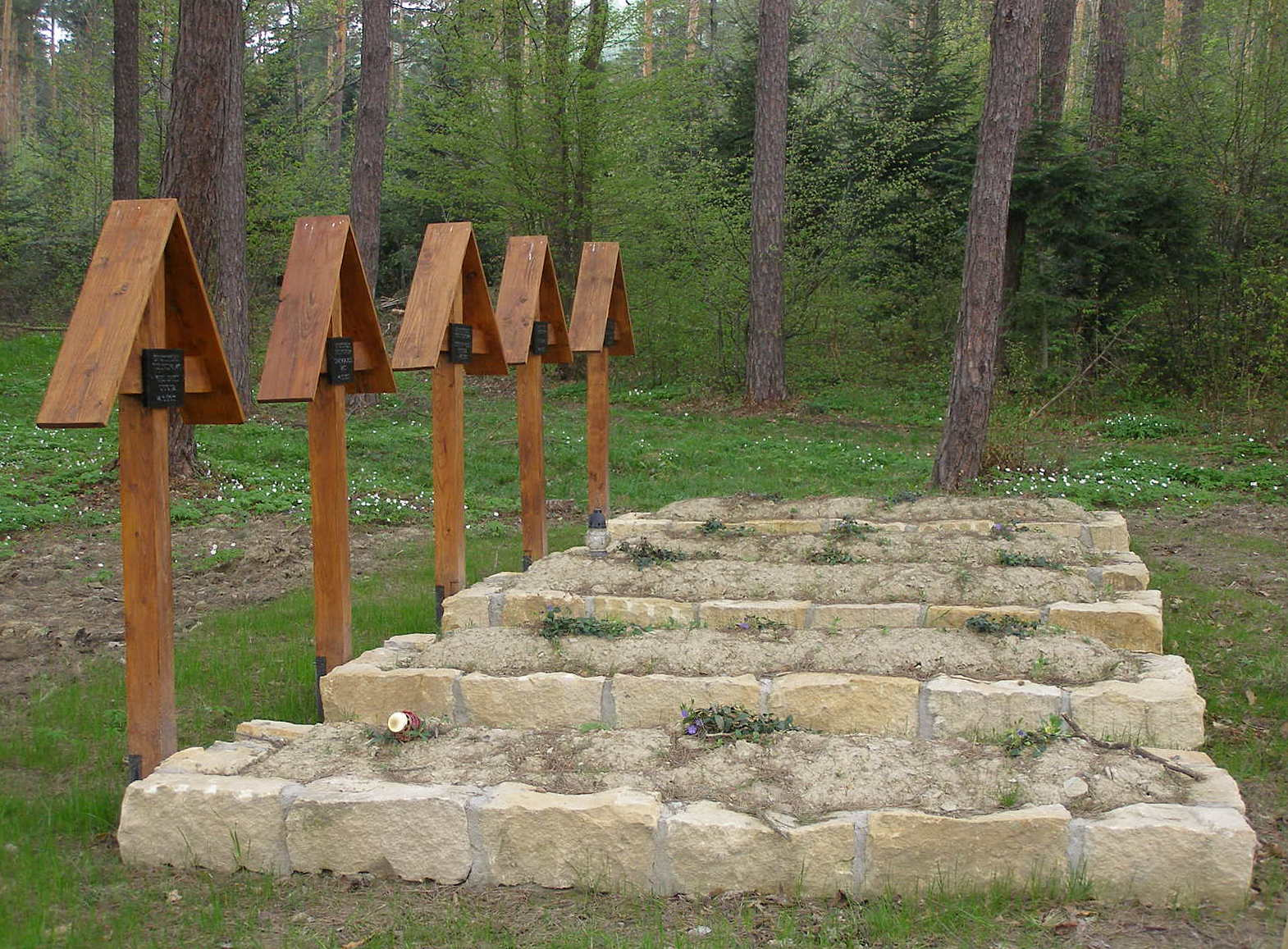
Katera główna, groby pojedyncze
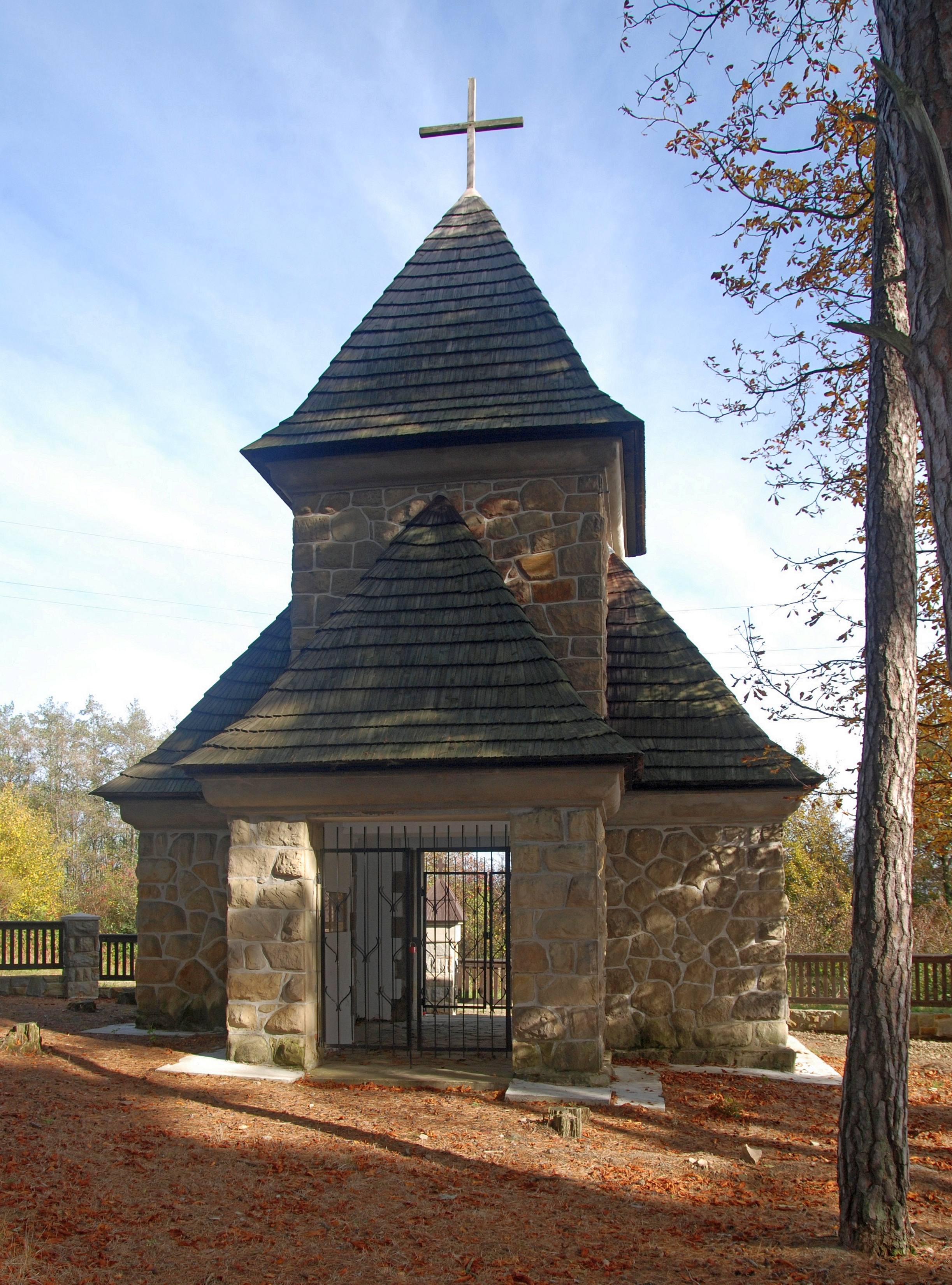
Kaplica, widok od cmentarza
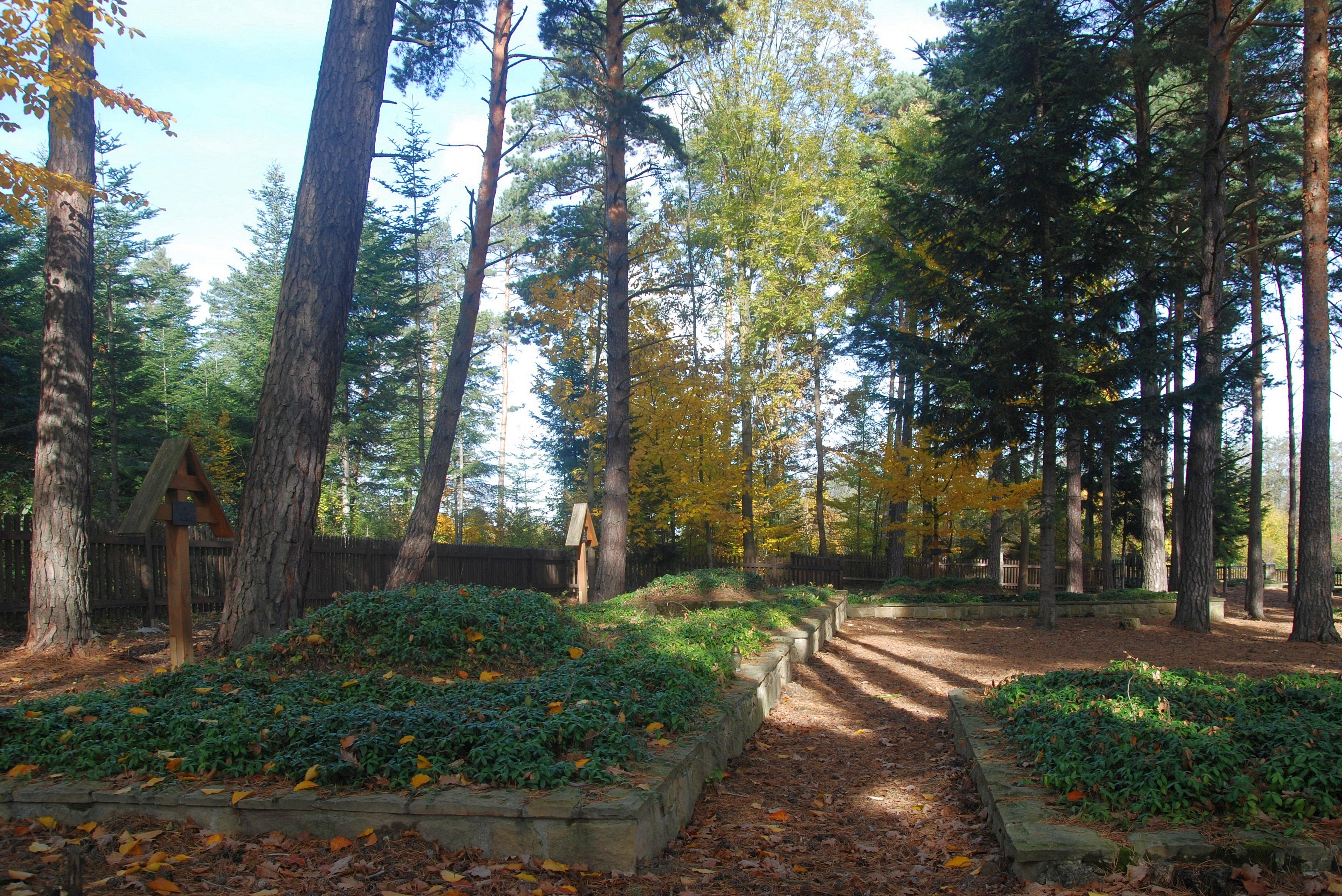
Katera główna, mogiły zbiorowe

Centralnym elementem założenia jest duża kamienna kaplica przy pierwszym zespole grobów znajdującym się na skraju lasu. W jej wnętrzu znajdowała się niezachowana tablica memoratywna z inskrypcją:
"Przez ten las przeszła śmierć,
Otarła się o Wasze ciała i zepchnęła je w groby.
Kroczcie jej drogą i siejcie nowe szczęście,
Które otrzymaliście od słońca w pokoju
Na samotnych wzgórzach, które toną w kwiatach
w czarze światowej wiosny."
Od kaplicy rozpoczyna się droga biegnąca w kierunku południowym łącząca poszczególne kwatery. Największy zespół grobów znajdujący się przy kaplicy składa się z 6 mogił zbiorowych żołnierzy rosyjskich i 18 pojedynczych grobów zidentyfikowanych żołnierzy niemieckich. Następne kolejne zespoły drugi, czwarty, piąty i szósty to pojedyncze mogiły zbiorowe. Dwie mogiły znajdują się w trzeciej kwaterze.

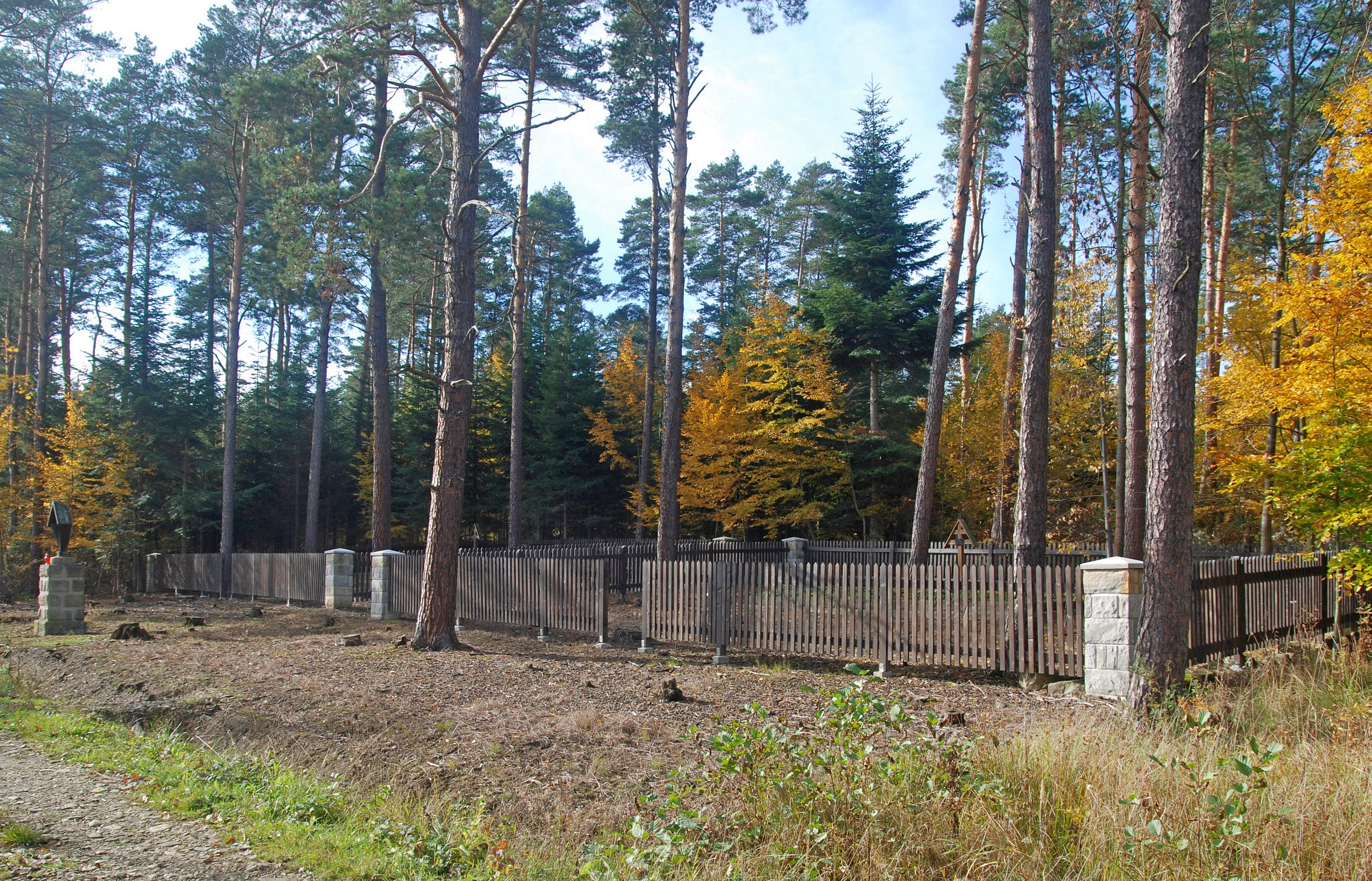
Druga i trzecia kwatera rosyjska
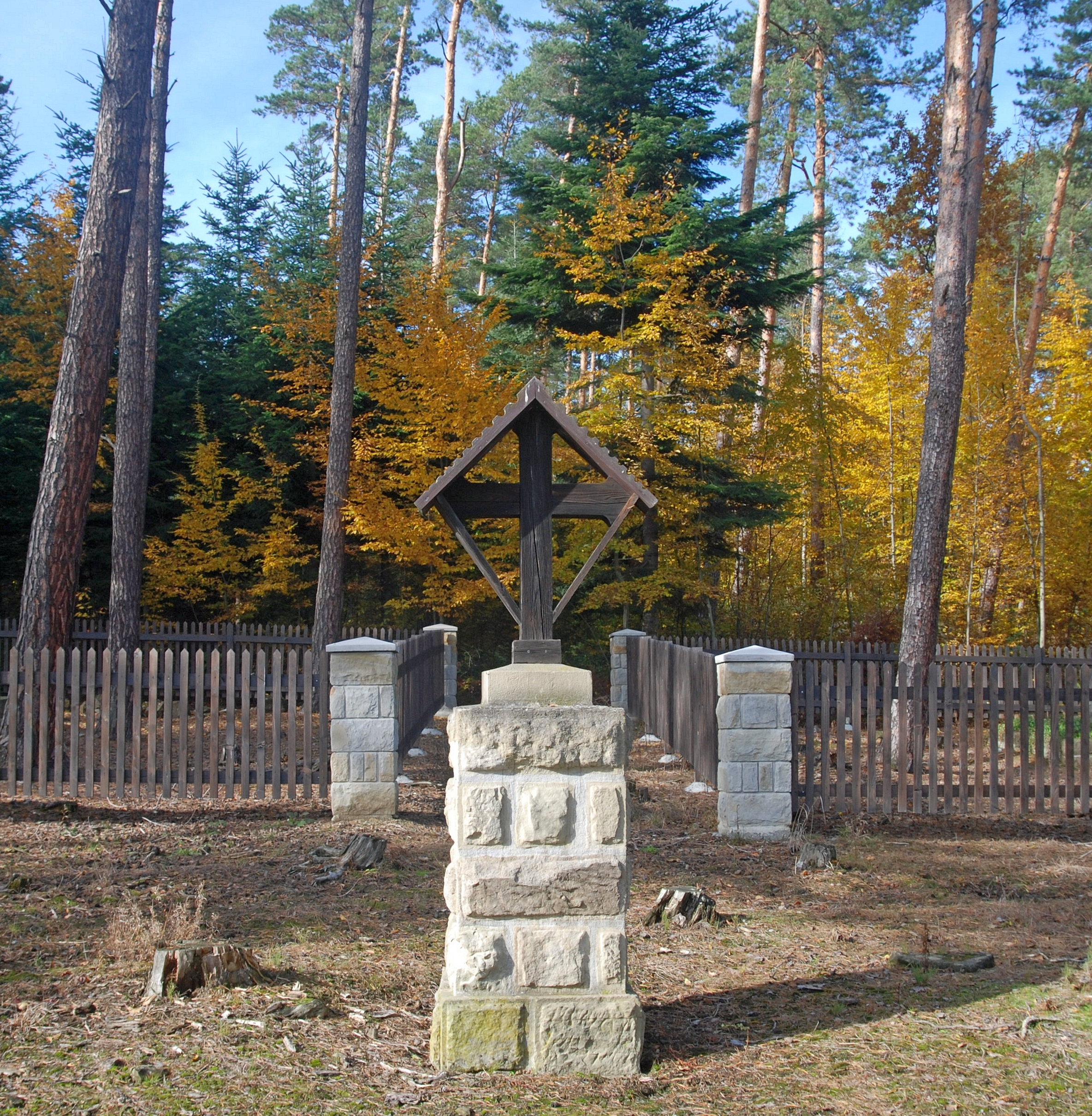
Pomnik między drugą a trzecią kwaterą
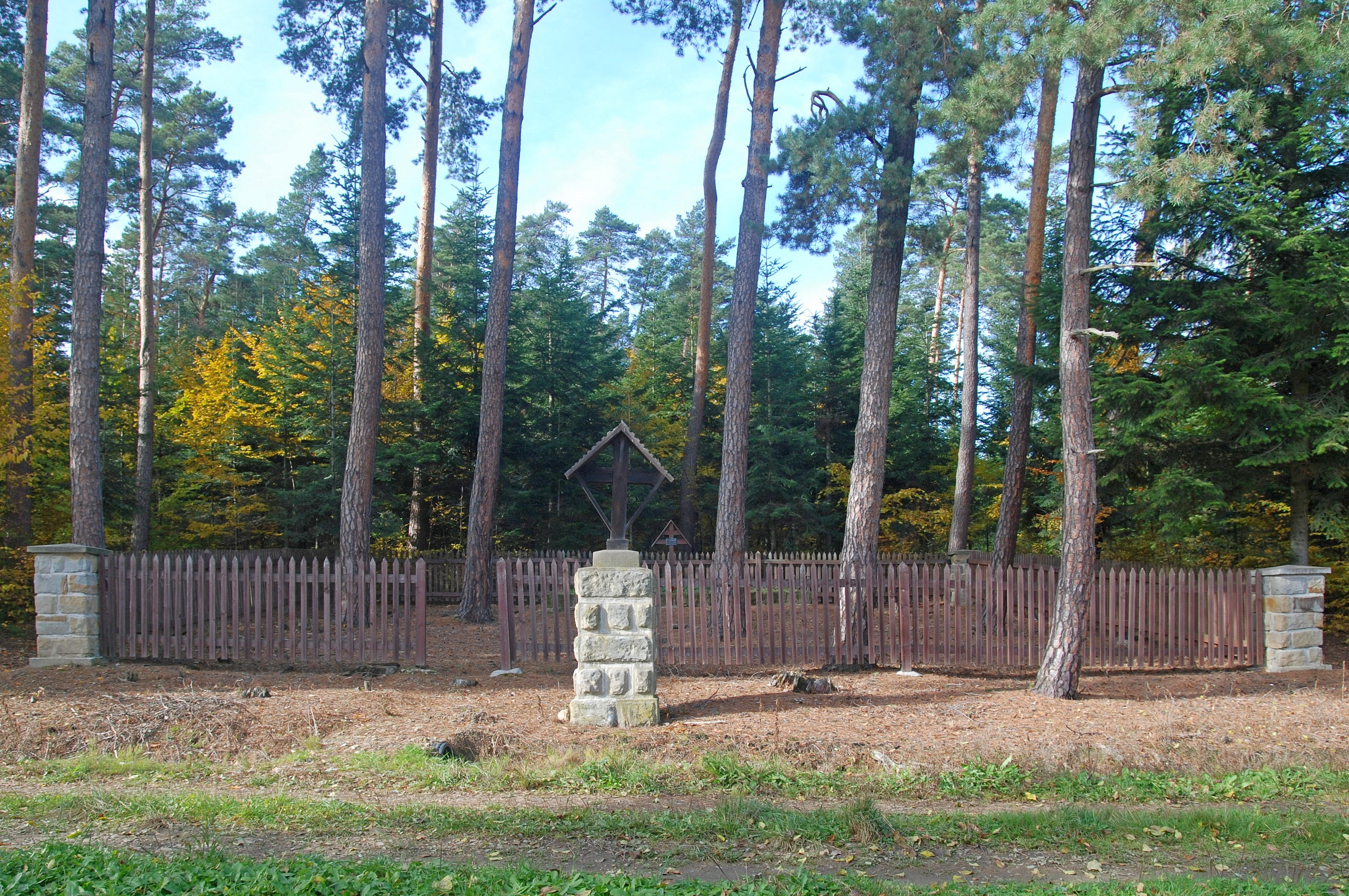
Czwarta kwatera rosyjska

W ostatniej siódmej kwaterze, znajdującej się już za potokiem i składającej się z 11 grobów pojedynczych i 12 mogił zbiorowych pochowano żołnierzy niemieckich.
We wszystkich zespołach łącznie spoczywa 545 poległych:
- 101 żołnierzy niemieckich
- 444 żołnierzy rosyjskich

którzy zginęli w maju 1915. 

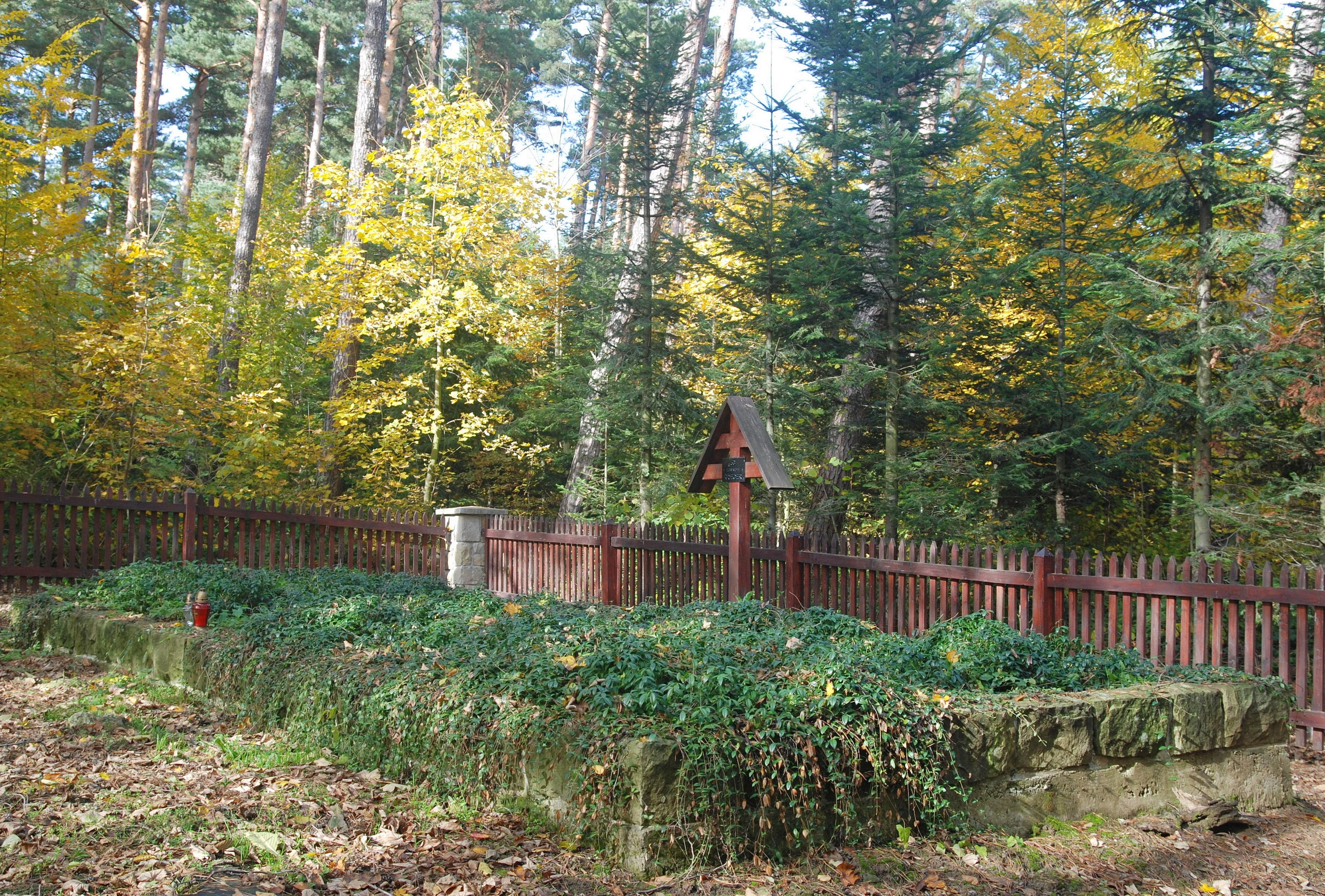
Mogiła na piątej kwaterze rosyjskiej
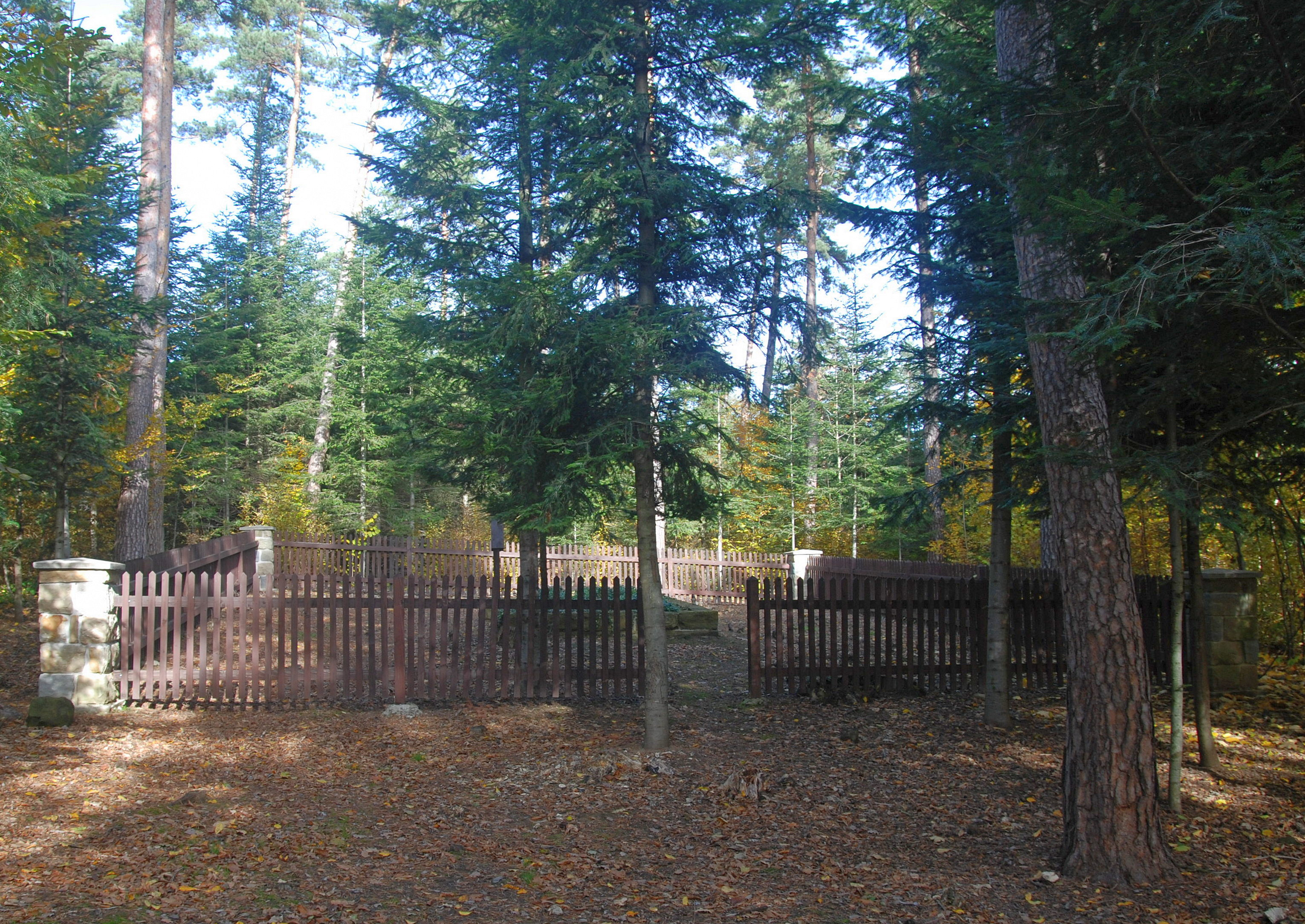
Szósta kwatera rosyjska
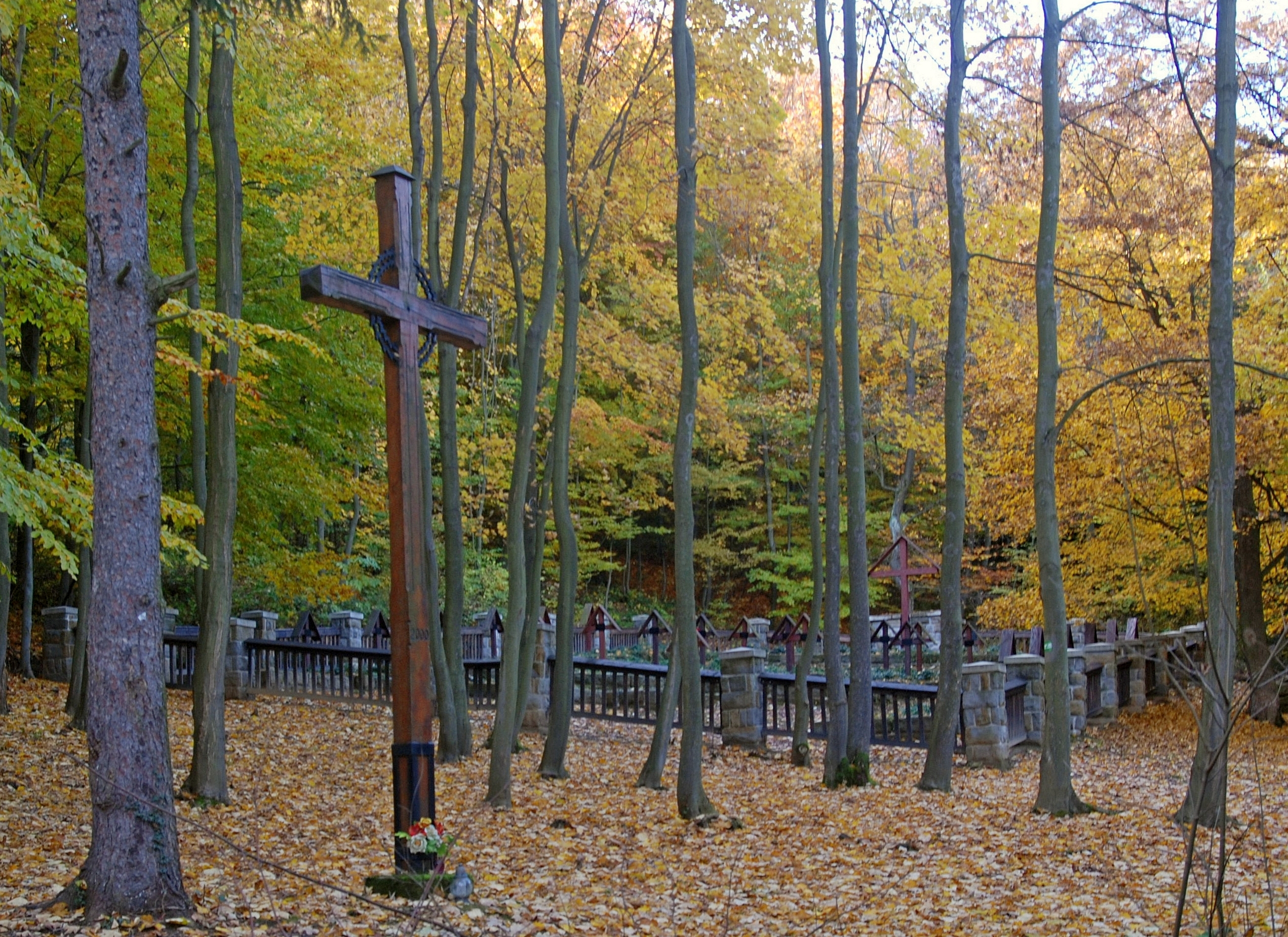
Siódma kwatera niemiecka

Cmentarz jest obiektem Szlaku Frontu Wschodniego I wojny światowej na obszarze województwa podkarpackiego.